# 武本喜代蔵
武本 喜代蔵（たけもと きよぞう、1872年12月16日（明治5年11月16日） - 1956年（昭和31年）6月26日）は日本の牧師、巡回伝道者である。
1872年（明治5年）鳥取県倉吉市に生まれる。1889年(明治22年)に日本組合基督教会の倉吉講義所(倉吉教会)でアメリカンボードのJ・H・ペティより洗礼を受ける。キリスト教徒になったことによる、家族の迫害を避けて、津山、岡山、倉敷に流転する。
1890年(明治23年)頃松江市で英国聖公会の宣教師B・F・バックストンに会い、バックストンに導かれ直接献身を決意するより、その後、バックストンと出雲地方での伝道を開始する。
1903年(明治36年)に日本組合基督教会の牧師に就任し、広島教会で牧会をする。1912年(大正元年)に日本基督伝道会社より台湾に派遣され、日本組合台北基督教会を設立する。
1914年(大正2年)には日本組合基督教会天満教会の牧師に就任する。1919年(大正8年)頃、同じく組合教会の伝道師木村清松と日本ホーリネス教会の中田重治監督、内村鑑三らによる再臨運動に協力する。
1923年(大正12年)には霊化運動を標榜して、日本組合基督教会の牧師牧師を辞任して東京に移り、霊化運動のための巡回伝道を行う。
太平洋戦争中には国家主義に迎合するが、戦後は『霊化』を再び始め、神癒に重点を置いて活動した。